# Manta ignífuga

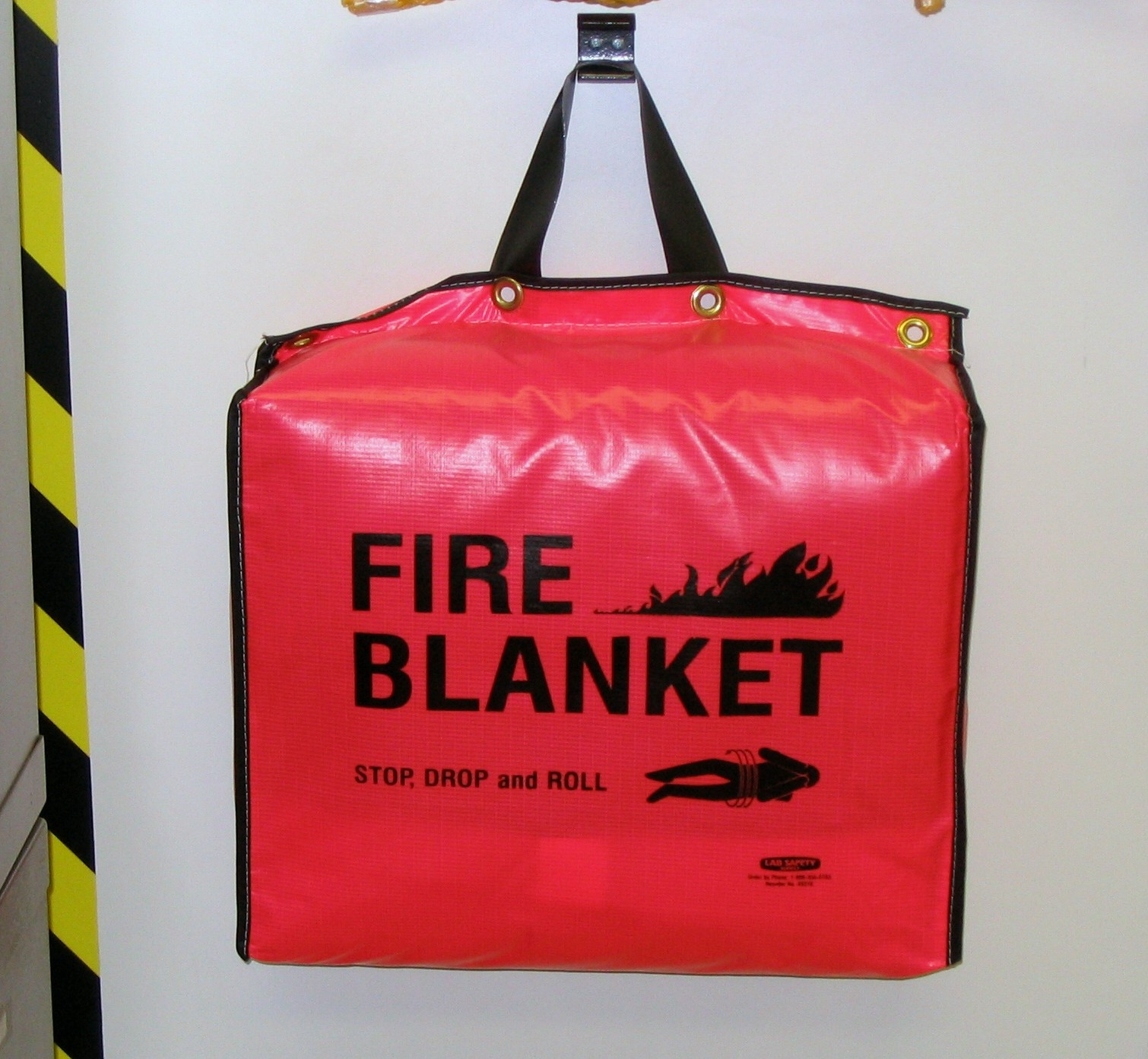
Manta ignífuga

Una manta ignífuga és una làmina de material flexible destinada a extingir focs petits per sufocació. Serveix per a aïllar del foc i per a apagar les flames d'una persona o d'un objecte encès.
A Espanya han de complir la norma UNE-EN 1869. S'han de mantenir envasades adequadament fins al seu ús. S'hi ha d'indicar la seva caducitat, que no serà major de 20 anys.
També es comercialitzen mantes ignífugues per a la protecció personal dels bombers en incendis forestals, envasades en una motxilla.

## Ús
Perquè un foc es desenvolupi, han d'estar presents els tres elements del triangle del foc: calor, combustible i oxigen. Una manta ignífuga ha de rodejar completament un objecte en flames o ser col·locada sobre l'objecte en flames i tapar al màxim la superfície que crema. Ja siga en un cas o un altre, el paper de la manta és tallar el subministrament d'oxigen al foc, posant fi al mateix. A l'usar una manta ignífuga, és important protegir-se les mans.